# Wilhelm Kubica
Wilhelm Kubica (ur. 29 grudnia 1943 w Niedobczycach) – polski gimnastyk, olimpijczyk z Tokio 1964, Meksyku 1968 i Monachium 1972.
Najbardziej utytułowany z trójki braci (Mikołaj, Sylwester) uprawiających gimnastykę sportową. Przez całą karierę sportową (1954–1974) reprezentował klub Górnik Radlin. Jeden z najlepszych polskich gimnastyków sportowych.
Wielokrotny mistrz Polski w:
- wieloboju indywidualnie w latach 1966–1967, 1969–1970
- ćwiczeniach wolnych w latach 1966, 1969
- ćwiczeniach na poręczach w latach 1965–1966, 1970,
- ćwiczeniach na koniu z łękami w latach 1963, 1965–1966, 1969–1972,
- ćwiczeniach na drążku w latach 1963, 1966–1967, 1970,
- ćwiczeniach na kółkach w roku 1967,
- skoku przez konia w latach 1965, 1969, 1971

Uczestnik mistrzostw świata w roku:
1966, 1970 podczas których zajmował (wraz z partnerami) 5. miejsce w wieloboju drużynowym i 6. miejsce w ćwiczeniach na koniu z łękami.
Uczestnik mistrzostw Europy w latach:
- 1965 zajmując:
  - 5. miejsce w ćwiczeniach na koniu z łękami,
  - 5. miejsce w ćwiczeniach na kółkach,
  - 6. miejsce w wieloboju indywidualnym,
- 1967 zajmując:
  - 7. miejsce w wieloboju indywidualnym,
- 1969 zajmując:
  - 1. miejsce w ćwiczeniach na koniu z łękami
  - 6. miejsce w wieloboju indywidualnym
  - 5. miejsce w ćwiczeniach na kółkach
- 1971 zajmując:
  - 5. miejsce w ćwiczeniach na poręczach,
- 1973 zajmując:
  - 2. miejsce w ćwiczeniach na koniu z łękami
  - 8. miejsce w wieloboju indywidualnym

Trzykrotny uczestnik igrzysk olimpijskich. W roku:
- 1964 zajął:
  - 5. miejsce w wieloboju drużynowym
  - 14. miejsce w ćwiczeniach na drążku
  - 35. miejsce w wieloboju indywidualnym
  - 38. miejsce w ćwiczeniach wolnych
  - 40. Miejsce w ćwiczeniach na koniu z łękami
  - 42. miejsce w ćwiczeniach na kółkach
  - 54. miejsce w skoku przez konia
  - 92. miejsce w ćwiczeniach na poręczach
- 1968 zajął:
  - 4. Miejsce w ćwiczeniach na koniu z łękami
  - 5. miejsce w wieloboju drużynowym
  - 8. miejsce w ćwiczeniach na drążku
  - 9. miejsce w ćwiczeniach na poręczach
  - 11. miejsce w wieloboju indywidualnym
  - 17. miejsce w ćwiczeniach na kółkach
  - 18. miejsce w skoku przez konia
  - 21. miejsce w ćwiczeniach wolnych
- 1972 zajął:
  - 4. miejsce w wieloboju drużynowym
  - 6. Miejsce w ćwiczeniach na koniu z łękami
  - 16. miejsce w skoku przez konia
  - 20. miejsce w wieloboju indywidualnym
  - 25. miejsce w ćwiczeniach wolnych
  - 25. miejsce w ćwiczeniach wolnych
  - 29. miejsce w ćwiczeniach na poręczach
  - 33. miejsce w ćwiczeniach na kółkach
  - 48. miejsce w ćwiczeniach na drążku